# Olympiabahn (Axamer Lizum)
Die Olympiabahn ist eine Standseilbahn mit Abt’scher Ausweiche im Schigebiet Axamer Lizum in Tirol. Sie wurde von 1973 bis 1975 errichtet und führt von der Axamer Lizum aufs Hoadl (2340 m ü. A.).

## Geschichte und Konstruktion
Das Schigebiet in der Axamer Lizum wurde anlässlich der Olympischen Winterspiele 1964 für die alpinen Bewerbe errichtet. Für die Olympischen Winterspiele 1976 wurden die Sessellifte auf das Hoadl durch die parallel verlaufende Olympiabahn ergänzt. Sie wurde am 20. Dezember 1975 in Betrieb genommen.
Die 2105 m lange Strecke mit der Spurweite 1427 mm verläuft schneesicher auf einer Brücke 1,5 bis 20 m über dem Boden. Das Brückenbauwerk wurde von der VÖEST-Alpine AG errichtet, die Elektro-Ausstattung stammt von der ELIN-Union, die Zugseile wurden von der St. Egydyer Eisen- und Stahlindustriegesellschaft gefertigt. Die Bahn wird von der Axamer Lizum Aufschließungs-AG betrieben.

## Technische Daten
Die Strecke überwindet einen Höhenunterschied von 762 m, die geringste Neigung beträgt 31,7 %, die mittlere Neigung 42,0 % und die größte Neigung 54,0 %.
Der Antrieb erfolgt in der Talstation durch zwei Gleichstrommotoren mit je 490 kW Leistung. Die zwei von Waagner-Biro (Maschinenantrieb und Gestelle) und Bombardier-Rotax (Wagenaufbauten) gebauten Wagen können je 120 Personen transportieren. Die Fahrgeschwindigkeit beträgt je nach Betriebsart 5 m/s im Sommer und 10 m/s im Winter, die Fahrzeit maximal fünf Minuten.

## Bilder

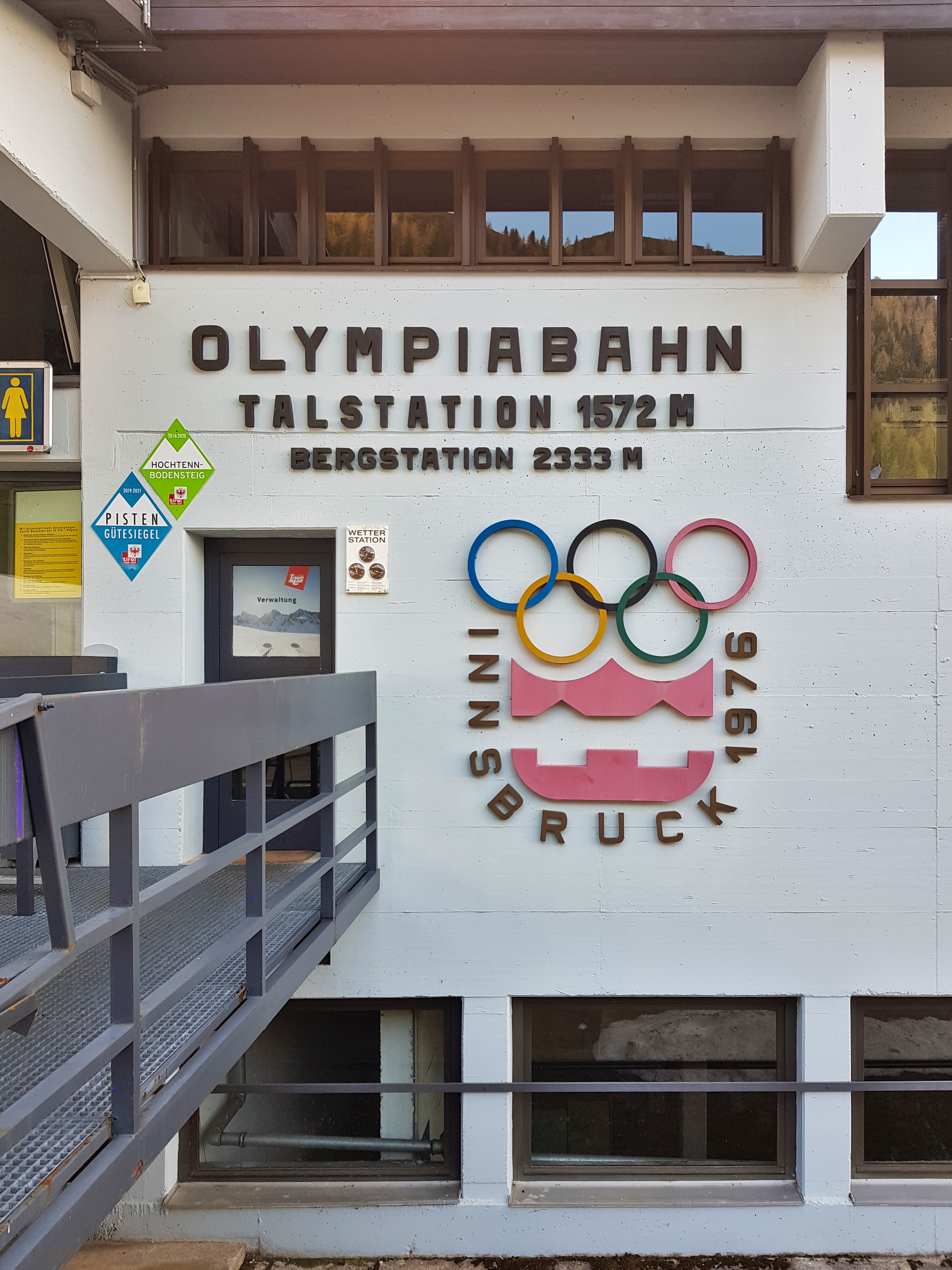
Talstation
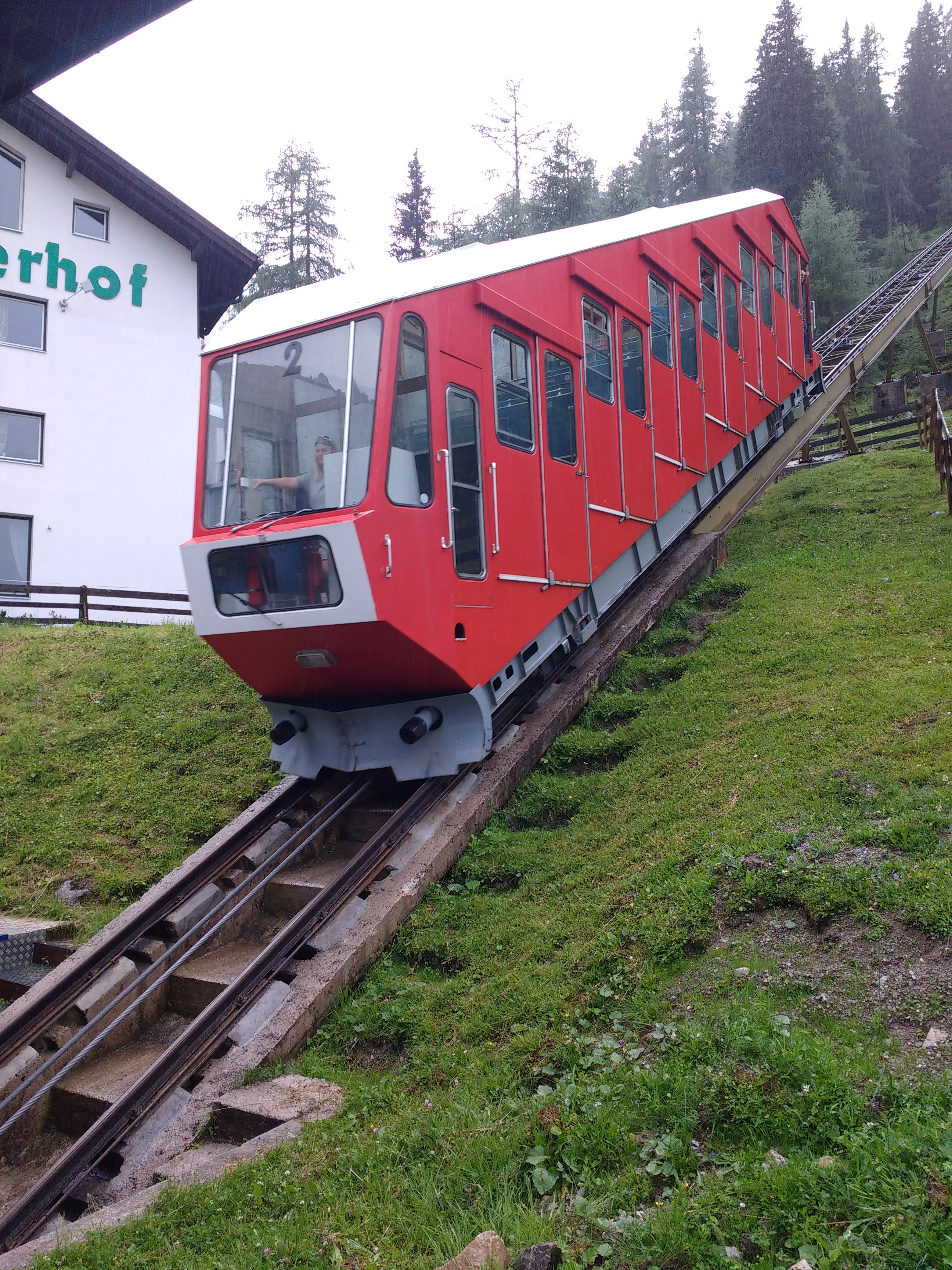
Wagen bei der Talstation
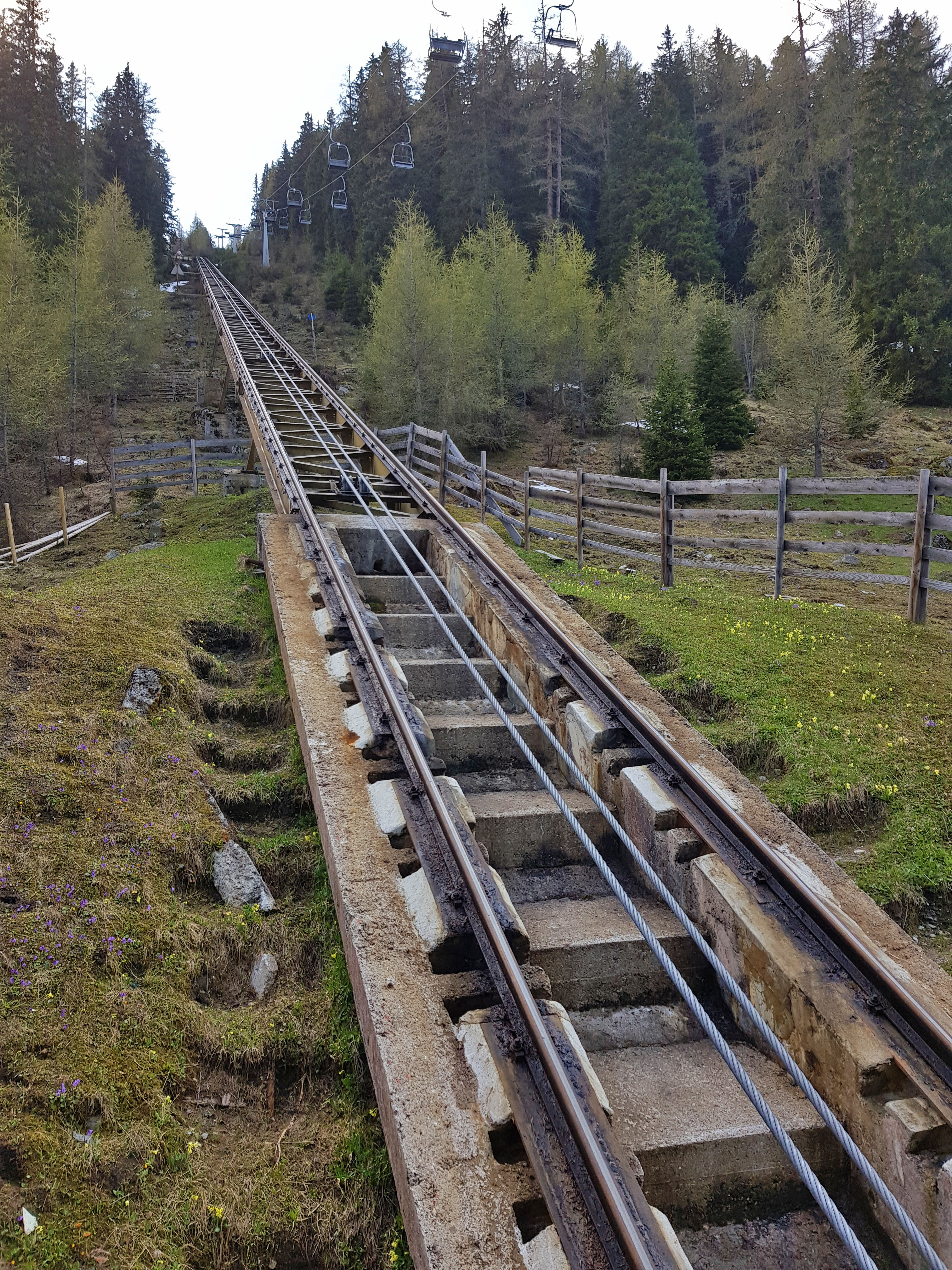
Trasse